# Viola raunsiensis
Viola raunsiensis  (лат.) — вид двудольных растений рода Фиалка (Viola) семейства Фиалковые (Violaceae). Впервые описан в 1928 году.
Статус таксона не разрешён. Близок к Viola allchariensis.

## Распространение, описание
Эндемик Албании, встречающийся на севере страны. Типовой экземпляр собран в округе Кукес. Произрастает на бедной сухой каменистой почве.
Растущее плотной группой растение высотой 10—20 см. Листья голые; нижние листья эллиптически-продолговатой формы, зубчатые, верхние — цельные, линейные. Цветки голубовато-фиолетовые, размером 2—2,5 см. Цветёт ранней весной. Размножается семенами.